# Palla basca ai Giochi della II Olimpiade
La palla basca fu incluso nel programma dei Giochi olimpici per la prima ed ultima volta ai Giochi olimpici di Parigi del 1900. 
Alla competizione si iscrissero solo due squadre, una squadra spagnola ed una francese, ma quest'ultima si ritirò prima dell'incontro e l'oro fu assegnato alla selezione spagnola, la competizione si sarebbe dovuta tenere il 14 giugno 1900 a Neuilly-sur-Seine

## Risultati
| Oro                                      | Argento                              | Bronzo  |
| Spagna José de Amézola Francisco Villota | Francia Maurice Durquetty Etchegaray | Nessuno |

## Medagliere
| Posizione | Paese   |   |   |   | Totale |
| --------- | ------- | - | - | - | ------ |
| 1         | Spagna  | 1 | 0 | 0 | 1      |
| 2         | Francia | 0 | 1 | 0 | 1      |
| Totale    | Totale  | 1 | 1 | 0 | 2      |